# الدوري الإسباني الدرجة الثانية ب 1978–79
الدوري الإسباني الدرجة الثانية بي 1978–79 (بالإسبانية: Segunda División B de España 1978-79)‏ هو موسم من الدوري الإسباني الدرجة الثانية بي. فاز فيه نادي فلنسية ‏.